# Улянівка (Кропивницький район)
Уля́нівка — село в Україні, у Кетрисанівській сільській громаді Кропивницького району Кіровоградської області. Населення становить 0 осіб.

## Населення
Згідно з переписом УРСР 1989 року чисельність наявного населення села становила 12 осіб, з яких 4 чоловіки та 8 жінок.
За переписом населення України 2001 року в селі ніхто не мешкав.